# HMS Hyperion (H97)
HMS Hyperion (H97) là một tàu khu trục lớp H được Hải quân Hoàng gia Anh Quốc chế tạo vào giữa những năm 1930. Trong cuộc Nội chiến Tây Ban Nha vào các năm 1936–1939, nó trải qua một phần lớn thời gian tại vùng biển Tây Ban Nha thực thi chính sách cấm vận vũ khí mà Anh và Pháp áp đặt cho các bên xung đột trong thành phần Hạm đội Địa Trung Hải. Trong những tháng đầu tiên của Chiến tranh Thế giới thứ hai, nó truy lùng các tàu cướp tàu buôn Đức ở Đại Tây Dương cùng các tàu vượt phong tỏa tại các cảng trung lập trước khi quay về quần đảo Anh vào đầu năm 1940. Con tàu đã tham gia Chiến dịch Na Uy trước khi được điều trở lại Địa Trung Hải, tham gia trận Calabria và trận mũi Spada vào tháng 7 năm 1940 đang khi hộ tống các tàu chiến lớn của hạm đội. Nó hộ tống nhiều đoàn tàu vận tải đến Malta trước khi trúng phải một quả mìn và phải bị đánh đắm vào tháng 12 năm 1940.

## Thiết kế và chế tạo
Hyperion có trọng lượng choán nước tiêu chuẩn 1.340 tấn Anh (1.360 t), và lên đến 1.859 tấn Anh (1.889 t) khi đầy tải. Nó có chiều dài chung 323 foot (98,5 m), mạn thuyền rộng 33 foot (10,1 m) và độ sâu của mớn nước là 12 foot 5 inch (3,8 m). Nó được dẫn động bởi hai turbine hơi nước Parsons truyền động ra hai trục chân vịt, sản sinh tổng công suất 34.000 mã lực càng (25.000 kW), cho phép nó đạt tốc độ tối đa 36 hải lý trên giờ (67 km/h; 41 mph). Hơi nước được cung cấp bởi ba nồi hơi ống nước Admiralty. Hyperion có thể mang theo tối đa 470 tấn Anh (480 t) dầu đốt, cho phép một tầm hoạt động tối đa 5.530 hải lý (10.240 km; 6.360 mi) ở tốc độ 15 hải lý trên giờ (28 km/h; 17 mph). Thành phần thủy thủ đoàn của nó bao gồm 137 sĩ quan và thủy thủ trong thời bình, nhưng tăng lên đến 146 người trong thời chiến.
Con tàu được trang bị bốn khẩu pháo QF 4,7 inch (120 mm) Mk. XII L/45 trên các tháp pháo nòng đơn. Cho mục đích phòng không, Hyperion có hai khẩu đội súng máy 0,5 in (13 mm) Mk.III bốn nòng. Nó còn có hai bệ ống phóng ngư lôi bốn nòng trên mặt nước dành cho ngư lôi 21 in (530 mm). Một đường ray thả mìn sâu và hai máy phóng được trang bị; ban đầu nó mang theo 20 quả mìn sâu, nhưng được tăng lên 35 quả không lâu sau khi chiến tranh bắt đầu. Trong chiến tranh, dàn vũ khí phòng không của con tàu được tăng cường, khi dàn ống phóng ngư lôi phía sau được thay bằng một khẩu QF 12 pounder 3 inch (76,2 mm) phòng không, cho dù không thể biết được đích xác thời điểm được nâng cấp.
Hyperion được đặt hàng vào ngày 13 tháng 12 năm 1934 trong Chương trình Chế tạo Hải quân 1934. Nó được đặt lườn vào ngày 27 tháng 3 năm 1935 tại xưởng tàu của hãng Swan Hunter & Wigham Richardson ở Wallsend-on-Tyne, Anh; được hạ thủy vào ngày 8 tháng 4 năm 1936 và hoàn tất vào ngày 3 tháng 12 năm 1936 với chi phí 251.466 Bảng Anh, không tính đến các thiết bị do Bộ Hải quân Anh cung cấp như vũ khí, đạn dược và thiết bị thông tin liên lạc.

## Lịch sử hoạt động
Sau khi nhập biên chế, Hyperion được phân về Chi hạm đội Khu trục 2 trực thuộc Hạm đội Địa Trung Hải. Con tàu đã tuần tra tại vùng biển Tây Ban Nha đang khi xảy ra cuộc nội chiến tại đây nhằm thực thi chính sách cấm vận vũ khí đối với các bên xung đột. Nó trải qua một đợt tái trang bị tại Malta từ ngày 30 tháng 9 đến ngày 30 tháng 10 năm 1937, rồi rồi tiếp nối hoạt động tuần tra tại vùng biển Tây Ban Nha cho đến khi kết thúc cuộc xung đột. Hyperion được gửi đến Portsmouth vào tháng 8 năm 1939 cho một đợt tái trang bị khác kéo dài từ ngày 16 đến ngày 27 tháng 8.
Khi Chiến tranh Thế giới thứ hai nổ ra vào ngày 3 tháng 9 năm 1939, nó đang trên đường đi Freetown, Sierra Leone để truy lùng các tàu cướp tàu buôn Đức ở khu vực Nam Đại Tây Dương. Hyperion được chuyển đến Trạm Bắc Mỹ và Tây Ấn vào cuối tháng 10 nơi nó chặn bắt nhiều tàu buôn Đức tại các cảng Hoa Kỳ và México. Nó đã ngăn chặn chiếc tàu biển chở hành khách Đức SS Columbus ngoài khơi mũi Hatteras vào ngày 19 tháng 12, nhưng Columbus đã tự đánh đắm trước khi có thể bị bắt giữ. Hyperion được gọi quay trở về quần đảo Anh vào giữa tháng 1 năm 1940 để bắt đầu một đợt tái trang bị khác từ ngày 25 tháng 1, đến ngày 6 tháng 3; nó gia nhập trở lại Chi hạm đội Khu trục 2, lúc này được cho chuyển sang Hạm đội Nhà, tại 
Scapa Flow.
Vào ngày 5 tháng 4, Hyperion hộ tống cho chiếc tàu chiến-tuần dương Renown khi nó bảo vệ cho các tàu rải mìn tiến hành Chiến dịch Wilfred, một hoạt động rải mìn ở Vestfjord nhằm ngăn chặn việc vận chuyển quặng sắt Thụy Điển từ Narvik đến Đức. Nó cùng với tàu chị em Hero dự định rải một bãi mìn ngoài khơi Bud, Na Uy vào ngày 8 tháng 4, và báo cáo vị trí cho phía Na Uy. Hyperion đã hộ tống cho các tàu sân bay HMS Glorious và HMS Ark Royal từ ngày 21 tháng 4, khi chúng tấn công các vị trí của quân Đức tại Na Uy. Nó tiếp tục ở lại cùng Ark Royal khi Glorious quay trở về Scapa Flow đển tiếp nhiên liệu vào ngày 27 tháng 4. Đến đầu tháng 5, nó hộ tống cho tàu tuần dương hạng nhẹ HMS Birmingham cho một đợt càn quét bất thành tại Bắc Hải để truy tìm tàu bè Đức.
Hyperion đã giúp triệt thoái nhân sự Anh khỏi Hook of Holland từ ngày 8 đến ngày 12 tháng 5, rồi được lệnh tăng cường cho Hạm đội Địa Trung Hải tại Malta vào ngày 16 tháng 5. Vào ngày 9 tháng 7, nó tham gia trận Calabria trong thành phần hộ tống cho các tàu chiến lớb thuộc Lực lượng C, và đã đối đầu bất thành các tàu khu trục Ý và không bị hư hại. Trong trận chiến mũi Spada vào ngày 19 tháng 7, nó đã hộ tống cho tàu tuần dương hạng nhẹ Australia Sydney, và đã cùng các tàu khu trục hộ tống khác cứu vớt khoảng 525 người sống sót từ chiếc tàu tuần dương Ý Bartolomeo Colleoni. Cùng với tàu chị em HMS Hereward và hai tàu khu trục khác, nó bắn phá các vị trí quân Ý chung quanh Sidi Barrani vào ngày 25 tháng 9. Sau đó nó hộ tống cho tàu sân bay HMS Illustrious trong trận Taranto trong đêm 11-12 tháng 11. Cùng với Hereward, nó đã đánh chìm tàu ngầm Ý Naiade vào ngày 14 tháng 12 năm 1940 gần Bardia.
Đang khi hộ tống cho thiết giáp hạm HMS Malaya trên đường từ Alexandria đến Gibraltar bảo vệ cho một đoàn tàu vận tải tăng viện đến Malta, Hyperion trúng phải một quả mìn vào ngày 22 tháng 12 năm 1940 ngoài khơi Pantelleria. Tàu khu trục HMS Ilex tìm cách kéo nó, nhưng dây cáp bị đứt hai lần và HMS Janus được lệnh đánh đắm nó ở tọa độ 37°40′B 11°31′Đ / 37,667°B 11,517°Đ sau khi Ilex cứu vớt thủy thủ đoàn. Chỉ có hai thành viên thủy thủ đoàn không được cứu và được cho là đã thiệt mạng trong vụ nổ.